# MGM-51 Shillelagh
MGM-51 Shillelagh – amerykański przeciwpancerny pocisk kierowany przeznaczony do odpalania z armat czołgowych.
W 1958 roku US Army zgłosiła zapotrzebowanie na samobieżny rakietowy system przeciwpancerny krótkiego zasięgu. Dwa przedsiębiorstwa – Ford Aeronutronics oraz Sperry – przedstawiły projekty systemu, w czerwcu 1959 roku do opracowania systemu wytypowano Forda. W listopadzie 1960 roku wystrzelono pierwszy prototyp pocisku, oznaczanego wstępnie jako XM13. W czerwcu 1963 roku pocisk otrzymał oznaczenie XMGM-51A, a w roku następnym podjęto jego produkcję. W tym samym roku opracowana została wersja XMGM-51B o zwiększonym o połowę zasięgu. Oba pociski przyjęto na uzbrojenie US Army w 1966 roku jako MGM-51A i MGM-51B. Pociski znajdowały się na wyposażeniu czołgów M551 Sheridan uzbrojonych w armatę M81 kalibru 152 mm, zdolną także do strzelania amunicją konwencjonalną.
Testy broni wykazały, że 3,3-mm podłużny występ na pocisku, mający stabilizować jego ruch w lufie jest przyczyną powstawania w niej pęknięć strukturalnych, skracających jej żywotność. By temu zaradzić w 1968 roku opracowano wersję MGM-51C o skróconym występie. Pomiędzy sierpniem 1968 a lutym 1969 wszystkie pociski MGM-51B zostały dostosowane do standardu MGM-51C. Modyfikacja objęła także armaty, oznaczane odtąd jako M81E1.
Poza czołgami M551 Sheridan do odpalania pocisków MGM-51 przystosowane były czołgi M60A2 Patton. Testy z użyciem tych pojazdów rozpoczęły się na przełomie lat 1966 i 1967, jednak do służby trafiły dopiero w 1974 roku.
Produkcja pocisków zakończyła się w 1971 roku. Zbudowanych zostało około 88 000 egzemplarzy wszystkich wersji, z czego 12 500 wyprodukowanych zostało przez przedsiębiorstwo Martin Marietta.
W latach 1978–1980 ze służby w US Army wycofano wszystkie czołgi M60A2 oraz większość M551. W 1984 roku służbę opuściły ostatnie M551 Gwardii Narodowej. W jednym batalionie system pozostawał w użyciu do 1991 roku. Następcą MGM-51 Shillelagh zostały pociski BGM-71 TOW.